# كارلوس فالنسيا
كارلوس فالنسيا (بالإسبانية: Carlos Valencia)‏ هو لاعب كرة قدم أرجنتيني في مركز الدفاع، ولد في 28 أبريل 1989 في Florida, Valle del Cauca ‏ في كولومبيا. لعب مع أتليتيكو هويلا وإستوديانتيس دي لا بلاتا وإنديبندينتي ميديلين وتشاكاريتا جيونيورز وديبورتيفو كالي وروبين قازان وريفر بليت وسبورتيفو لوكوينو وغودوي كروز ونادي بورتيمونينسي ونادي ديجون.

## وصلات خارجية
- كارلوس فالنسيا على موقع قاعدة بيانات كرة القدم.إي يو (الإنجليزية)
- كارلوس فالنسيا على موقع Soccerway.com (الإنجليزية)
- كارلوس فالنسيا على موقع عالم كرة القدم.نت (الإنجليزية)
- كارلوس فالنسيا على موقع AS.com (الإسبانية)